# Rolf Schubert
Rolf Schubert (* 7. April 1932 in Gelenau; † 21. Juni 2013 in Hohen Neuendorf) war ein deutscher Maler.

## Leben
Rolf Schubert war der Sohn eines Malermeisters. Er erlernte 1947 bis 1949 den Beruf des Dekorationsmalers und arbeitete bis 1950 als Malergeselle. Von 1950 bis 1953 studierte er im Fach Dekorative Malerei an der Fachschule für angewandte Kunst Leipzig und 1953 bis 1958 im Fach Malerei bei Kurt Robbel, Bert Heller und Arno Mohr an der Hochschule für bildende und angewandte Kunst Berlin-Weißensee. Sein Diplom machte er bei Gabriele Mucci. Danach arbeitete er bis 1963 als freischaffender Künstler in Berlin. Von 1963 bis 1966 war Schubert Meisterschüler bei Heinrich Ehmsen und Otto Nagel an der Akademie der Künste der DDR. 1965 nahm er im Meisterschüleraustausch an einer Studienreise in die Sowjetunion, insbesondere in den Kaukasus, teil. Von 1963 bis 1983 arbeitete er wieder freischaffend in Berlin. Er hatte eine bedeutende Anzahl von Personalausstellungen und Ausstellungsbeteiligungen. Er war u. a. von 1967 bis 1988 auf allen Deutschen Kunstausstellungen bzw. Kunstausstellungen der DDR in Dresden vertreten.
Seit 1972 hielt er sich im Sommer häufig auf Hiddensee und Rügen auf. 1979 unternahm er eine Studienreise nach Paris, 1983 nach Spanien. 1976 bis 1979 und 1983 bis 1993 hatte Schubert einen Lehrauftrag im Fach Künstlerisches Naturstudium an der Hochschule für Bildende und Angewandte Kunst Berlin-Weißensee.

## Rezeption
„Rolf Schuberts Malerei wurzelt in der sogenannten Berliner Schule, die sich in den 50er und 60er Jahren in Ostberlin entfaltet hat. […] Rolf Schubert ist von Grund auf Maler, er entwickelt seine Bilder aus feinsinnig abgestuften Tönen, nur sparsam durchziehen Linien oder Konturen den Raum. Es sind stille Bilder ohne hektische Bewegung, den Zustand als das Sein beschreibend. Formen und Farben klingen in einer ruhigen Ausgewogenheit, der spröde Farbauftrag fasst die Dinge zusammen, Details oder Spitzpinseligkeit sind seine Sache nicht.“

## Ehrungen
- 1979: Goethepreis der Stadt Berlin

## Werkbeispiele
- Der Maler Otto Nagel (1964, Öl auf Leinwand, 90 × 70 cm)[3]

- Erzgebirgische Winterlandschaft (1980, Öl auf Hartfaser, 40,5 × 50,5 cm; Berlinische Galerie)

- Stillleben mit Rosen (1983, Öl auf Hartfaser, 45 × 61 cm; Berlinische Galerie)

- Türrschmidtstraße, Berlin (1983, Tafelbild, Berlinische Galerie)
- Erzgebirgische Winterlandschaft (1975, Öl, 100 × 130 cm; Auftrag für den Palast der Republik)[4]

- Altes Kalkwerk im Erzgebirge (1991, Öl; Sammlung Erzgebirgische Landschaftskunst)[5]
- Erzgebirgischer Winterabend (1993, Öl; Sammlung Erzgebirgische Landschaftskunst)[5]

## Personalausstellungen (unvollständig)
- 1965: Schwerin, Staatliches Museum Schwerin (mit Manfred Böttcher, Harald Metzkes und Hans Vent)
- 1967: Berlin, Institut für Lehrerweiterbildung
- 1968: Berlin, Galerie der Genossenschaft Bildender Künstler
- 1971: Görlitz, Galerie des Kulturbunds
- 1975: Berlin, Galerie Arkade
- 2007: Beeskow, Burg Beeskow
- 2008: Berlin, Karl-Liebknecht-Haus
- 2013: Berlin, Helios-Galerie Berlin-Buch („Ein Lebenswerk-Malerei aus den Jahren von 1960 bis 2006“)
- 2014: Berlin, St. Thomas-Kirche
- 2017: Oberhausen, Galerie Torhaus Eins (mit dem Fotografen Rolf Arno Specht)